# Haloprogin
Haloprogin là một loại thuốc chống nấm được sử dụng để điều trị bệnh nấm chân và các bệnh nhiễm nấm khác. Nó được bán trên thị trường trong các loại kem dưới tên thương mại Halotex, Mycanden, Mycilan và Polik.

## Tác động
Haloprogin trước đây được sử dụng trong các loại kem bôi 1% dưới dạng thuốc chống nấm. Nó được bán trên thị trường dưới dạng không kê đơn chủ yếu để điều trị nấm da nhiễm trùng da. Cơ chế hoạt động chưa được biết.
Haloprogin có tỷ lệ tác dụng phụ cao bao gồm: kích ứng, nóng rát, mụn nước (mụn nước), đóng vảy và ngứa. Nó đã bị ngừng sử dụng do sự xuất hiện của các loại thuốc chống nấm hiện đại hơn với ít tác dụng phụ hơn.